# Antoine Velleman
Antoine Velleman, né Anton Georg Gustav Velleman von Simunich le 15 mai 1875 à Vienne et mort le 16 février 1962 à Genève a été un philologue, grammairien, lexicographe, traducteur, interprète, pédagogue et professeur polyglotte. Considéré comme l'un des plus importants promoteurs de la langue rhéto-romane de la première moitié du 20e siècle en Suisse, il a aussi fondé et dirigé l'École d'interprète, aujourd'hui la Faculté de traduction et d'interprétation de l'Université de Genève.

## Biographie

Vue du de Zuoz (entre 1918 et 1937).

D'origine belge, Velleman a étudié l'économie et les langues à Londres, Bonn, Vienne, Halle, Madrid, Moscou et Zurich. Il a obtenu son doctorat de philosophie à l'Université Martin-Luther de Halle-Wittenberg en 1898. Immigré en Suisse, il a été chargé de cours au Locle et à l'Université de Neuchâtel et professeur à l'école latine locale avant de devenir recteur du Lyceum Alpinum (en) de Zuoz dans les Grisons de 1904 à 1917. L'école a adopté l'approche des écoles publiques anglaises avec des horaires quotidiens et en mettant l'accent sur les sports d'équipe et le multilinguisme pour sa clientèle internationale. Le 12 mars 1912, l'exécutif communal de Zuoz lui a accordé à l'unanimité la citoyenneté d'honneur. 
Velleman a été, avec Peider Lansel, l'un des initiateurs du mouvement de promotion et de revitalisation du romanche dans les Grisons et en Suisse. Le caractère classificateur et rigoureux de Velleman l'a amené à publier, avec la collaboration de Clementina Gilly (de), le premier volume d'une grammaire haute-engadinoise ou puter, Grammatica teoretica, pratica ed istorica della Lingua Ladina d'Engiadin'Ota, en 1915. Le deuxième volume a paru en 1924. En 1929, il a publié un dictionnaire quadrilingue puter - allemand - français - anglais, Dicziunari scurznieu da la lingua ladina pustüt d'Engiadin'Ota cun traducziun tudais-cha, francesa ed inglaisa e numerusas indicaziuns topograficas e demográficas. 
À partir de 1919, Velleman a enseigné l'allemand et l'anglais à la Faculté des Lettres à l'Université de Genève et a travaillé comme chef de section au secrétariat de la Conférence internationale du travail à Washington, puis, dès 1920, comme interprète à la Société des Nations, à la Cour permanente de justice internationale, à l'Institut international d'agriculture, pour l'Union interparlementaire ainsi que d'autres institutions et conférences internationales. Il a, entre autres, été premier secrétaire des commissaires de la Société des Nations pour la Ville libre de Dantzig et secrétaire du président de la conférence germano-polonaise pour la Haute-Silésie. 
En 1931, il est devenu professeur associé de langue et de littérature rhéto-romane à l'Université de Genève, et dès 1937, il y a été professeur d'études hispaniques. En 1941, il a fondé l'École d'interprètes de l'Université de Genève qu'il a dirigée jusqu'en 1951. En 1952, il est devenu le premier directeur du Sprachen-und-Dolmetscher-Institut à Munich, mais a dû démissionner après quelques mois pour des raisons de santé. Il est toutefois resté membre de son conseil d'administration jusqu'à sa mort.
Au fil des années, Velleman a appris douze langues, dont huit parlées couramment. Il a enseigné le rhéto-romanche, le français, l'allemand, l'anglais et l'espagnol.
Velleman était marié à la traductrice et pianiste Ethel Ireland (née en janvier 1873 à Altrincham et morte le 15 juillet 1948 à Nice), la sœur aînée du compositeur John Ireland. Le mariage a été rompu au cours de la Première Guerre mondiale.
Ils ont eu trois fils : Gustav Silvio (né le 17 mars 1904 à Zuoz et mort le 30 mars 1994 à San Francisco), qui a changé son nom pour Henri Lenoir et a été, entre autres, musicien de jazz, peintre, artiste de performance dadaïste, et propriétaire du Café Vesuvio à San Francisco ; Walter Anthony (né en janvier 1906 à Zuoz et mort en 1989 à Surrey), qui a changé plusieurs fois de nom, dont Baron Velleman von Simunich, et qui a été auteur et dramaturge ; et Jacques Kesteloot (né le 16 mars 1907 et mort le 30 septembre 1914 à Zuoz).
En 1923, l'ex-épouse de Velleman et ses deux fils ont changé officiellement leur nom de famille Velleman pour Velleman Ireland.
Velleman a épousé, en deuxièmes noces, Violet Russell (née le 16 janvier 1889 et morte le 19 octobre 1978 à Genève) et ils ont eu une fille, Vera.

## Œuvres et publications
- Der luxus in seinen beziehungen zur sozial-ökonomie - Die Theorie der Luxuskonsumtion, première partie, Zeitschrift fur die gesamte Staatswissenschaft, Année 55, 1899, pages 1 à 56
- Der luxus in seinen beziehungen zur sozial-ökonomie - Die finanz- und volkswirtschaftspolitische Behandlung der Luxuskonsumtion, deuxième partie, Zeitschrift fur die gesamte Staatswissenschaft, Année 56, 1900, pages 498 à 549
- Le principe de l'égalité en matière d'impôts, Delachaux et Niestlé, Neuchâtel, 1901, 64 pages
- À propose de la conférence de Zévaès, Feuille d'avis de Neuchâtel du 22 novembre 1902, page 3
- La paix armée et le renchérissement de la vie, Le Mouvement Pacifiste, Berne, 1912, pages 224 à 233.
- Pro Ladin dans la Fögl d'Engiadina, du 24 février et du 2 mars 1912
- Alchünas remarchas davart l'ortografia e la grammatica della lingua ladina, publié en série dans Fögl d'Engiadina du 31 août,dles 7, 14 et 28 septembre, des 12, 19 et 28 octobre, et du 2 novembre 1912, puis par Engadin Press, Samedan, 1912, 81 pages
- Grammatica teoretica, pratica ed istorica della lingua ladina d'Engiadin'Ota, volume I (les noms, articles, adjectifs et pronoms), Orell Füssli, Zurich, 1915, 447 pages
- Grammatica teoretica, pratica ed istorica della lingua ladina d'Engiadin'Ota, volume II (les verbes), Orell Füssli, Zurich, 1924, pages 448 à 1147
- Il pais etern et Ün ingrat fo dan a desch povers, contes en puter, Chalender Ladin, Engadine, 1925, pages 89 et 90
- Dicziunari scurznieu da la lingua ladina pustüt d'Engiadin' Ota cun traducziun tudais-cha, francesa ed inglaisa e numerusas indicaziuns topograficas e demográficas, Engadin Press Co., Samedan, 1929, 928 pages
- Über die Möglichkeit einer Selbstbestimmung der Völker auf dem Wege der Volksbefragungen, Ed. Bilingua, Genève, 1935, 15 pages
- Christophe Colomb d'Alphonse de Lamartine, édition revue et corrigée, avec une introduction et un glossaire par Antoine Velleman, Éditions de l'École d'interprètes et A. Jullien, 1942, 160 pages
- L'École d'interprètes de l'Université de Genève, Die Friedenswarte, année 43, numéros 3-4, 1943, pages 167 à 176